# Victoria Park (Christchurch)

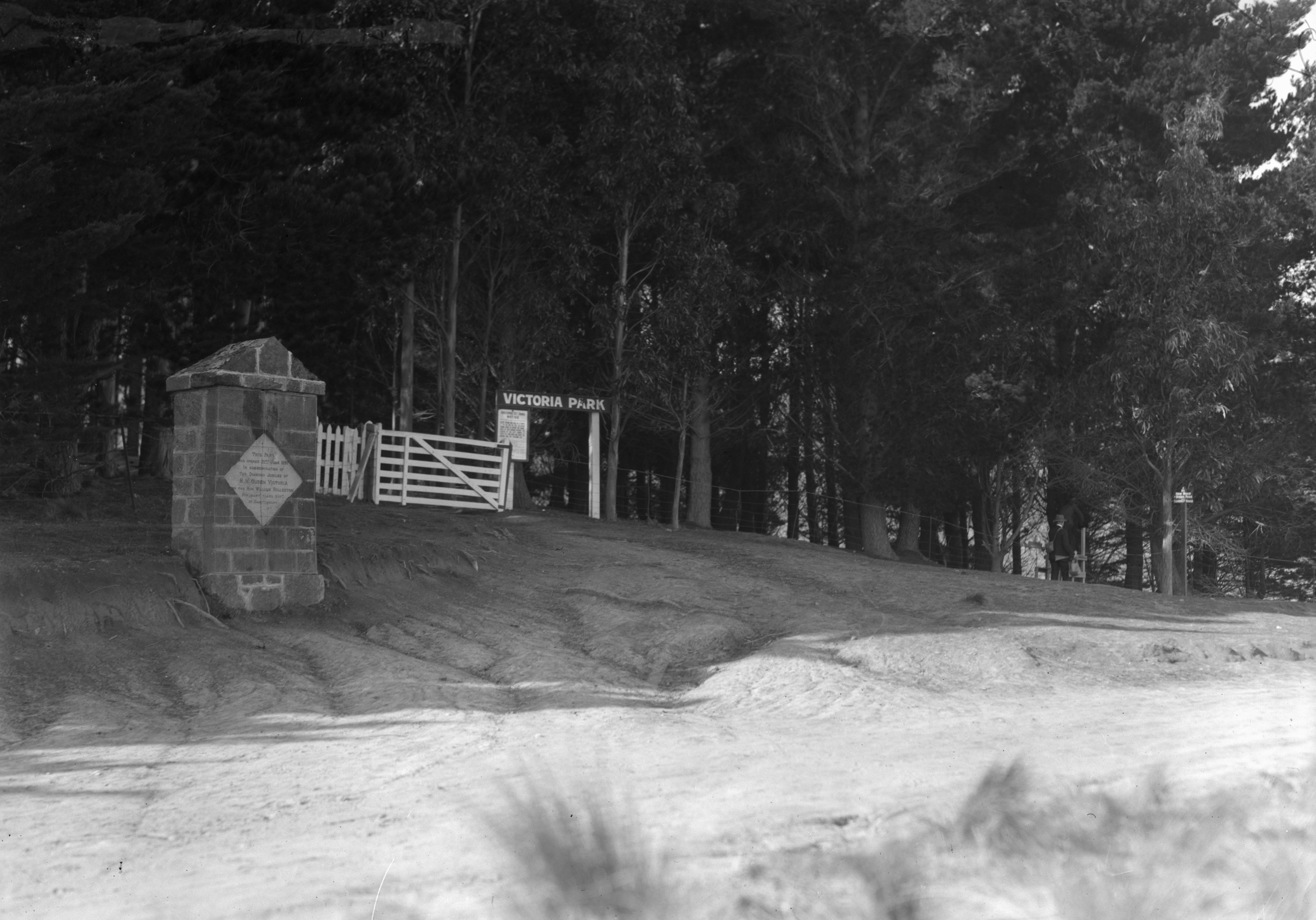
Portes du Victoria Park. La plaque indique : "Ce parc a été inauguré le 22 juin 1897 en commémoration du jubilé de diamant de Sa Majesté la Reine Victoria par l'honorable William Rolleston, pendant de nombreuses années Surintendant de Canterbury"

Victoria Park est une immense zone de loisirs nichée sur les collines de Port Hills, à Christchurch, en Nouvelle-Zélande.

## Description
Le parc a été officiellement inauguré par William Rolleston le 22 juin 1897 à l'occasion du jubilé de diamant de la reine Victoria.
Le parc dispose d'un centre d'information et comprend un espace ouvert, des jardins et une forêt de pins, avec une variété de sentiers de randonnée et un parcours d'orientation. Les pistes de vtt s'étendent dans la réserve adjacente de Bowenvale et comprennent plusieurs itinéraires de descente difficiles, dont le Nationals Down Hill Track.
Le parc a été le site de l'Affaire Parker-Hulme en 1954 qui a inspiré de nombreuses pièces de théâtre, romans et le film de peter Jackson Créatures célestes.